# Việt Nam tại Đại hội Toán học Quốc tế
Bốn năm một lần, Hội liên hiệp Toán học quốc tế tổ chức Đại hội Toán học quốc tế. Trong buổi lễ mở màn, huy chương Fields, giải thưởng Nevanlinna, giải thưởng Gauss và huy chương Chern được trao cho các nhà toán học. Một số nhà toán học được mời trình bày các bài giảng. Được trình bày bài giảng tại Đại hội Toán học Quốc tế là một vinh dự lớn.

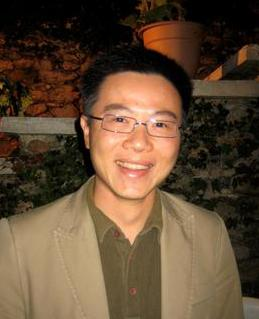
Ngô Bảo Châu

Đinh Tiến Cường

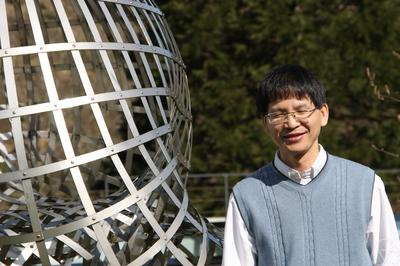
Phạm Hữu Tiệp

## Giải thưởng
- Năm 2010, tại Đại hội Toán học Quốc tế tổ chức ở Hyderabad, Ấn Độ, Ngô Bảo Châu nhận huy chương Fields.

## Bài giảng
Sau đây là danh sách các nhà toán học Việt Nam và gốc Việt Nam được mời trình bày bài giảng tại các Đại hội Toán học quốc tế.
| Năm  | Địa điểm               | Người trình bày  | Trường Đại học (khi tham gia đại hội)      | Tiểu ban                                       | Tiêu đề                                                                               | Ghi chú                              |
| ---- | ---------------------- | ---------------- | ------------------------------------------ | ---------------------------------------------- | ------------------------------------------------------------------------------------- | ------------------------------------ |
| 1970 | Nice, Pháp             | Frédéric Phạm    | Faculté des Sciences de Paris, Paris, Pháp | Bài giảng tiểu ban giải tích                   | Fractions lipschitziennes et saturation de Zariski des algèbres analytiques complexes |                                      |
| 1994 | Zurich, Đức            | Dương Hồng Phong | Đại học Columbia, New York, Hoa Kỳ         | Bài giảng tiểu ban giải tích thực và phức      | Regularity of Fourier integral operators                                              |                                      |
| 2006 | Madrid, Tây Ban Nha    | Ngô Bảo Châu     | Đại học Paris-Sud, Orsay, Pháp             | Bài giảng tiểu ban nhóm Lie và đại số Lie      | Fibration de Hitchin et structure endoscopique de la formule des traces               |                                      |
| 2010 | Hyderabad, Ấn Độ       | Ngô Bảo Châu     | Viện Nghiên cứu cao cấp, Princeton, Hoa Kỳ | Bài giảng toàn thể                             | Endoscopy Theory of Automorphic Forms                                                 | Ngô Bảo Châu nhận huy chương Fields. |
| 2014 | Seoul, Hàn Quốc        | Vũ Hà Văn        | Đại học Yale, New Haven, Hoa Kỳ            | Bài giảng tiểu ban toán học tổ hợp             | Combinatorial problems in random matrix theory                                        |                                      |
| 2018 | Rio de Janeiro, Brazil | Đinh Tiến Cường  | Đại học quốc gia Singapore, Singapore      | Bài giảng tiểu ban giải tích và đại số toán tử | Pluripotential theory and complex dynamics in higher dimension                        |                                      |
| 2018 | Rio de Janeiro, Brazil | Phạm Hữu Tiệp    | Đại học Rutgers, Piscataway, Hoa Kỳ        | Bài giảng tiểu ban đại số                      | Representations of finite groups and applications                                     |                                      |